# Chiton (kleding)

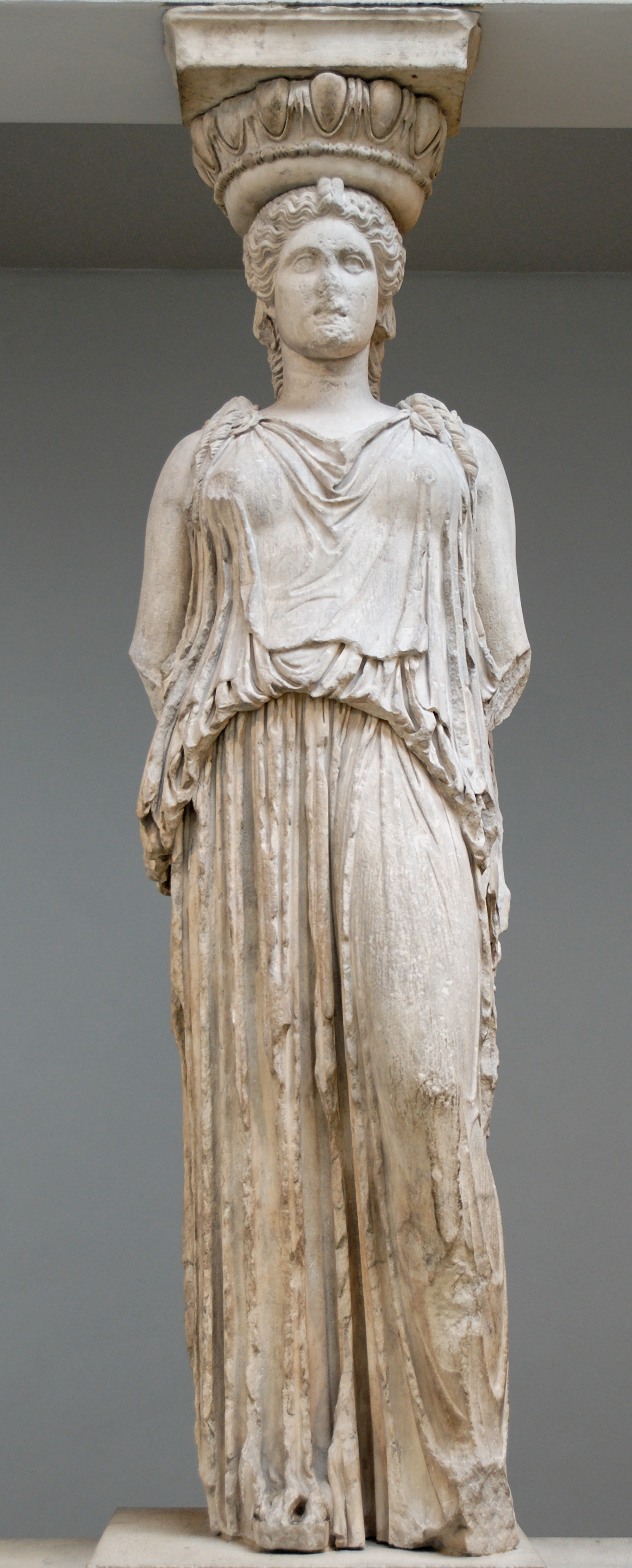
Marmeren kariatide afkomstig van het Erechtheion te Athene (thans in het British Museum). De vrouw draagt een chiton.

De chiton (Oudgrieks: ὁ χιτών) is een Oudgrieks kledingstuk. Meestal van linnen of wol gemaakt, later ook van katoen en soms zijde.
Griekse kleding werd niet op maat gemaakt maar bestond uit rechte lappen stof die verschillende maten hadden. Deze lappen stof werden om het lichaam gedrapeerd, er werd geen enkele schaar of naald gebruikt. De stof werd op talloze manieren geplooid. Van de 7e tot de 1e eeuw v.Chr. droegen de mannen een chiton. Er waren twee soorten chitones, de Dorische en een Ionische chiton. De Dorische chiton was van wol, terwijl de Ionische chiton van linnen was. Deze was fijner en duurder.

## Geschiedenis
In de 6e eeuw v.Chr. droegen iets belangrijkere mannen in Griekenland de chiton. Het was een eenvoudig rechthoekig stuk linnen of wol dat om het lichaam werd gewikkeld. De bovenkant werd vastgemaakt met knopen of spelden op de schouders. Om het middel werd het vastgesnoerd met een subcingulum, ofwel singel. Jonge mannen droegen een korte chiton, de ouderen gaven de voorkeur aan de langere versie die tot aan de enkels reikte.
In de 4e eeuw v.Chr., tijdens de Romeinse Republiek, namen de Romeinen de chiton, die zij tunica noemden, en de kolobus van de Grieken over, die zij colobium noemden. De kolobus had dezelfde vorm als de chiton, maar was aan de bovenkant bij de schouders vastgenaaid en had drie gaten, voor het hoofd en de armen. Het verschil tussen de tunica en het colobium was dat de eerstgenoemde een kortere mouw had.
De tunica die tot de grond reikte heette de tunica talaris of tunica poderes. Wanneer men twee tunica’s droeg, werd de onderste de tunica interior of tunica subucula genoemd. De materialen waarvan een tunica werden gemaakt waren niet meer beperkt gebleven tot linnen of wol, soms in warme klimaten werd katoen gebruikt of zijde.

## Vrouwenkleed
Het vrouwenkleed heette ook chiton. Het was eveneens een grote doek van linnen, katoen of dunne wol. Eerst werd in de lengte zo’n 1/3 deel omgevouwen aan de bovenkant. De doek werd zo gedragen dat aan een zijkant een vouw kwam, terwijl de andere zijkant open bleef. Hij werd op de beide schouders met een speld vastgehouden en om het middel kwam een gordel. Dit eenvoudige kledingstuk heet Dorische Chiton. Bij de hals ontstonden plooien.
Ook de vrouwen droegen in het oude Griekenland een chiton. De vrouwen droegen deze echter altijd tot op hun enkels. Vrouwen droegen als mantel de zogenaamde peplos over hun enkellange chiton. Het gewaad werd vaak over de gordel gebloesd omdat de lap vaak langer was dan de afstand tussen de schouders en de voeten. Deze overbloezing werd kolpos genoemd.
Soms werden er op schouders en bovenarm meerdere spelden gebruikt, zodat het leek alsof er mouwtjes in de chiton waren. Soms ook ontbrak het dubbelgeslagen bovenstuk. Dit is de zogenaamde Ionische Chiton.

## Mannenkleed
Mannen droegen deze meestal tot op hun knie, behalve de priesters, bejaarden en lierspelers, deze droegen de chiton net als de vrouwen tot op de enkels. De chiton werd bij de man vaak op de linkerschouder opgenomen en vastgezet met een speld of een broche (fibula). Deze chiton kon 2 x 2,5 meter groot zijn. Hierover werd meestal een chlamys gedragen als bovenkleed, alhoewel heel wat (vooral) jongeren slechts een chlamys rechtstreeks op het naakte lichaam droegen zonder chiton als onderkleed.
Naast de chiton had je ook nog de exomis, deze werd gedragen door slaven en handwerkslieden. Hij werd vastgemaakt met een speld of met een knoop op de schouders.
De manteldoek (himation) was ook rechthoekig, deze kon zo nodig ook het hoofd bedekken.

## Productie
In het oude Griekenland was de vrouw verantwoordelijk voor het spinnen, weven en vervaardigen van de kledingstukken voor het hele gezin. Dit waren de eigenschappen die, volgens de toenmalige opvattingen, haar tot een optimale huisvrouw maakten. Rijke vrouwen lieten zich uiteraard bijstaan door hun slavinnen. Met ander woorden, er was sprake van textielproductie binnenshuis. De Romeinen daarentegen kochten hun kleding gewoon in de winkel.

## Etymologie
Het Oudgriekse woord χιτών komt in Ionisch proza ook voor als κιθών. Het woord is afgeleid van het Hebreeuws k'tonet(h)/kuttōnet(h), "onderkleed". Het kan ook eventueel samenhangen met Aramees kettán, kittâ of kittâná; Arabisch kattân of kittán,  "linnen"  en wellicht ook met Arabisch quţun  of quţn,  "katoen". Het Nederlandse woord katoen, alsmede het Franse woord coton, als het Engelse woord cotton gaan overigens ook terug op het Arabisch quţun.
De Latijnse term tunica zou ook mogelijk een semitische herkomst hebben. Tunica zou teruggaan op een mogelijk oudere vorm ctunica. afgeleid van Aramees kittūná, en vervolgens afgeleid van Hebreeuws kuttōneth, Dit stemt overeen met de etymologische afleiding van χιτών.